# Birk (Bezirk)
Birk ist eine historische Bezeichnung für einen unteren Gerichtsbezirk, der aus der in Dänemark und in dem als Lehen zu Dänemark gehörenden Herzogtum Schleswig üblichen Einteilung in Harden ausgegliedert war.
Die Birk umfasste meist das räumlich geschlossene Gebiet einer Grundherrschaft: Der Grundherr ernannte den Vorsitzenden und den Schreiber des Birkgerichts. Seit dem späten 18. Jahrhundert verzichteten die Birkpatrone auf ihre Gerichtsrechte, so dass die jeweilige Birk in das zuständige Amt integriert wurde. Im Herzogtum Schleswig gab es die Einteilung in eine Birk nur im mittleren und nördlichen Bereich. Erhalten hat sich die Bezeichnung in dem schleswig-holsteinischen Naturschutzgebiet Geltinger Birk im östlichen Angeln.
Im Mittelalter war Birk auch die Bezeichnung für Handelsorte wie zum Beispiel das dänische Haithabu oder das schwedische Birka. 
In Norwegen trug ein Richter, der in einem Birk tätig war, die Bezeichnung Sorenbirkeskriver. 